# 호호바
호호바(스페인어: jojoba, 학명: Simmondsia chinensis 심몬드시아 키넨시스[*])는 석죽목의 단형 과인 호호바과(jojoba科, 학명: Simmondsiaceae 심몬드시아케아이[*])의 단형 속인 호호바속(jojoba屬, 학명: Simmondsia 심몬드시아[*])에 속하는 유일한 종이다. 사막에 자생하는 관목으로, 미국 남서부 및 멕시코 북서부에 분포한다.
과거에는 회양목과에 속하는 것으로 여겨졌다.
2003년의 APG II 분류 체계(1998년의 APG 분류 체계에서 변하지 않음)는 이 과를 인정하고, 핵심진정쌍떡잎식물군의 석죽목으로 분류하고 있다.
1981년의 크론퀴스트 분류 체계 또한 이 과를 인정했으며, 대극목으로 분류하였다.